# Andrea Graziosi
Andrea Graziosi (Roma, 19 gennaio 1954) è uno storico italiano.

## Biografia
Graziosi è nato a Roma nel 1954. Ha frequentato il Liceo classico Umberto I di Napoli, conseguendo la maturità classica nel 1972. Si è laureato con lode in Economia all’Università di Napoli Federico II con Augusto Graziani, studiando anche problemi del lavoro con Vittorio Foa. 
Grazie a una borsa del CNR ha poi condotto ricerche di storia americana e del lavoro a Pittsburgh e Yale con David Montgomery, e di storia sovietica con Lisa Foa in Italia e Moshe Lewin alla University of Pennsylvania. In quegli anni espande anche i suoi interessi di ricerca alla storia intellettuale e rurale, grazie a Michael Confino, e alla storia politica delle lingue, sotto l'influenza di Riccardo Picchio.
Dal 26 aprile 2023 collabora come editorialista al quotidiano La Repubblica.
Ricercatore di storia economica dal 1983 e professore di storia dell’Europa orientale all’European University Institute nel 1997-1998, è ordinario di storia contemporanea alla Federico II di Napoli dal 2000, associé del Centre d’Etudes du monde russe, Ecole des Hautes Etudes en Sciences Sociales dal 1995 e Fellow dell’Harvard Ukrainian Research Institute e del Davis Center for Russian and Eurasian Studies sempre a Harvard dal 2008. Ha inoltre insegnato anche alle università di Yale, Mosca e Harvard. Dal 1991 partecipa alla stagione di ricerca permessa dall'apertura degli archivi ex-sovietici, e nel 1993 fonda con Oleg Chlevnjuk la serie Dokumenty sovetskoi istorii, per cui sono usciti a Mosca quasi 20 volumi. È stato presidente della Società Italiana per lo Studio della Storia Contemporanea (SISSCO) dal 2007 al 2011. Nel 2011-2013 è stato presidente del GEV (gruppo esperti di valutazione) dell'Area 11 (Scienze storiche, filosofiche, pedagogiche e psicologiche) come esperto dell'ANVUR. Dal 2014 membro del consiglio direttivo ANVUR, ne diventa vicepresidente nel 2015 e presidente nel 2016. Scaduto il mandato nel 2018 è tornato alla ricerca e all'insegnamento universitario.

## Attività di ricerca
Dopo aver studiato economia e storia del lavoro in Italia e negli Stati Uniti, dall’inizio degli anni Ottanta si è dedicato agli studi di storia sovietica, fondando e dirigendo dal 1989 al 2001 il Seminario europeo di storia russa e sovietica, sostenuto da diverse Università e fondazioni italiane, francesi e statunitensi. Nel 1992 ha fondato a Mosca la serie Dokumenty sovetskoi istorii anch’essa sostenuta da alcune delle principali Università e istituzioni di ricerca europee e statunitensi, e dal 1999 al 2003 dal progetto Critical Edition of Sources for the Study of the Soviet State and Society dell’Unione europea, diretto da Graziosi e articolato in équipe di ricerca in numerosi archivi russi e ucraini. Nella serie, ora prodotta in collaborazione con gli Archivi di stato russi, sono già apparsi 18 volumi. È stato più volte coordinatore nazionale di progetti 40% e PRIN, sin da quando era ricercatore e l’ultima volta nel 2008.
Dal 2004 partecipa al progetto Twentieth-Century Ukraine: New Documentation, New Interpretations (Harvard Ukrainian Research Institute) e dal 2007 al 2010 è stato membro del Consiglio scientifico del Progetto Religione e società in Kazakhstan dell’Istituto per le Ricerche di storia sociale e religiosa, nonché del Comité scientifique international del progetto Les Archives Sonores de l’Europe du Goulag, Agence Nationale de la Recherche (2008-2009). Ha pubblicato saggi di ricerca nelle principali riviste specialistiche del settore, monografie in Francia (Nouvello Clio, Press Universitaires de France, Noir sur Blanc), Stati Uniti (Praeger, Harvard), Canada, Russia (Rosspen) e Ucraina, e curato l’edizione critica di numerose raccolte di documenti in diversi paesi. Dopo aver completato la sua Storia dell’Unione sovietica (due volumi, Il Mulino, 2007-2008), apparsa in versione ridotta in Francia e in Russia, ha cominciato a dedicarsi a una storia politica delle lingue nel XIX e XX secolo e delle teore e della pratiche della classificazione umana.

## Premi e riconoscimenti
- Ordine di Jaroslav il Saggio, decreto del Presidente della Repubblica Ucraina n. 1654 del 26 novembre 2005
- Premio Piemonte Storia 2008 per il volume L’Urss di Lenin e Stalin. Storia dell’Unione sovietica, 1914-1945
- Premio Capalbio Storia politica 2008 per il volume L’Urss di Lenin e Stalin. Storia dell’Unione sovietica, 1914-1945
- Premio della Antonovych Foundation, Washington, DC, 2011, per il contributo alla storia ucraina
- Franco Cuomo International Award 2019, saggistica, per Il futuro contro
- Premio Fiuggi Storia 2022 per L’Ucraina e Putin tra storia e ideologia
- Premio Internazionale Capalbio Piazza Magenta, 2023 per Occidenti e Modernità
- Premio Internazionale Guido Dorso, sezione Università, 2023.

## Opere
- Lettere da Kharkov: La carestia in Ucraina e nel Caucaso del Nord nei rapporti dei diplomatici italiani. 1932-33, Torino, Giulio Einaudi Editore, 1991, ISBN 9788806121822
- Stato e industria in Unione Sovietica (1917-1953), Napoli, Edizioni scientifiche italiane, 1993
- La grande guerra contadina in URSS: Bolscevichi e contadini. 1918-1933, Napoli, Edizioni scientifiche italiane, 1998
- Guerra e rivoluzione in Europa 1905-1956, Bologna, Società editrice il Mulino, 2002
- L'Unione Sovietica in 209 citazioni, Bologna, Società editrice il Mulino, 2006
- L'URSS di Lenin e Stalin. Storia dell'Unione Sovietica. 1914-1945, Bologna Società editrice il Mulino, 2007
- L'URSS dal trionfo al degrado. Storia dell'Unione Sovietica. 1945-1991, Bologna, Società editrice il Mulino, 2008
- L'università per tutti. Riforme e crisi del sistema universitario italiano, Bologna, Società editrice il Mulino, 2010
- Stalin e il comunismo. I volti del potere, Bari, Laterza, 2012
- Grandi illusioni. Ragionando sull'Italia, con Giuliano Amato, Bologna, Società editrice il Mulino, 2013
- Lingua Madre, con Gian Luigi Beccaria, Società editrice il Mulino, 2015
- Il futuro contro. Democrazia, libertà, mondo giusto, Bologna, il Mulino, 2019
- L'Ucraina e Putin tra storia e ideologia, Bari, Laterza, 2022
- Occidenti e modernità. Vedere un mondo nuovo, Bologna, Il Mulino, 2023
- Il ritorno della razza. Alle radici di un grande problema politico contemporaneo, Bologna, Il Mulino, 2025